# 25 juillet en sport
25 juin 25 août
Chronologies thématiques
- Croisades
- Ferroviaires
- Disney

Le 25 juillet (206e jour de l'année ou 207e en cas d'année bissextile) en sport.

## Événements

### XXesièclede1901à1950
- 1921 :
  - (Sport automobile) : Grand Prix automobile de France.
- 1926 :
  - (Sport automobile) : Grand Prix automobile d'Espagne.
- 1937 :
  - (Sport automobile) : Grand Prix automobile d'Allemagne.

### XXesièclede1951à2000
- 1964 :
  - (Athlétisme) : Fred Hansen porte le record du monde du saut à la perche à 5,28 mètres.
- 1982 :
  - (Formule 1) : Grand Prix automobile de France.
  - (Natation) : Traversée du lac Saint-Jean. Le Canadien Robert Lachance remporte le championnat de la traversée internationale du Lac Saint-Jean 1982 à la nage de 32 kilomètres en 8h14m07s.
- 1985 :
  - (Natation) : Traversée du lac Saint-Jean. L’Argentin Claudio Plitt remporte le championnat de la traversée internationale du Lac Saint-Jean 1985 à la nage de 64 kilomètres en 18h14m40s.
- 1993 :
  - (Formule 1) : Grand Prix automobile d'Allemagne.
  - (Cyclisme) : l'Espagnol Miguel Indurain remporte son troisième Tour de France cycliste consécutif.
- 1999 :
  - (Formule 1) : Grand Prix automobile d'Autriche.

### XXIesiècle
- 2003 :
  - (Natation) : Traversée du lac Saint-Jean - La Canadienne Alex Lachance-Fortin de Québec remporte le 11e marathon de la relève Alcan de 10 km entre Mashteuiatsh et Roberval sur le lac Saint-Jean en 2 h 15 min 6 s.
- 2004 :
  - (Cyclisme) : L'Américain Lance Armstrong remporte son sixième Tour de France cycliste consécutif, battant ainsi les précédents détenteurs du record (cinq victoires), Jacques Anquetil, Eddy Merckx, Bernard Hinault et Miguel Indurain.
  - (Formule 1) : Grand Prix automobile d'Allemagne.
- 2006 :
  - (Football) : Verdict de l'appel du procès des matchs truqués du Calcio : les condamnations sont revues à la baisse et finalement seule la Juventus jouera la saison 2006-2007 en Serie B (équivalent de la deuxième division).
- 2007 :
  - (Cyclisme) : le Danois Michael Rasmussen (Rabobank) remporte la seizième étape du Tour de France Orthez-Gourette Col d'Aubisque (218 km) et conserve le maillot jaune. Mais, dans la soirée, il est exclu par son équipe Rabobank, à la suite des manquements graves à la lettre et à l'esprit du suivi antidopage en juin 2007, et quitte le Tour en catimini.
  - (Sumo) : Le lutteur japonais de sumo Kotomitsuki Keiji (琴光喜啓司) atteint le grade d'ōzeki à l'issue du Nagoya Basho 2007. À l'âge de 31 ans et 3 mois, Kotomitsuki devient le lutteur de l'ère moderne le plus âgé à être promu ōzeki.
- 2010 :
  - (Formule 1) : Grand Prix d'Allemagne.
- 2012 :
  - (JO) : 1er jour de compétition aux Jeux olympiques de Londres.
- 2015 :
  - (BMX /Championnats du monde) : le Français Joris Daudet chez les hommes et la Colombienne Mariana Pajón chez les femmes remportent la course Élite des Championnats du monde de BMX.
  - (Cyclisme sur route /Tour de France) : sur la 20e étape du Tour de France, victoire du français Thibaut Pinot. Au général Christopher Froome conserve le maillot jaune.
  - (Natation/Championnats du monde) : dans l'épreuve du plongeon synchronisé mixte 10 m, victoire des Chinois Si Yajie et Tai Xiaohu puis dans celle du synchronisé femmes 3 m, victoire des Chinoises Wu Minxia et Shi Tingmao. En natation synchronisée, dans l'épreuve technique solo, victoire de la Russe Svetlana Romashina. En natation en eau libre 5 km, victoire chez les femmes de l'Américaine Haley Anderson puis chez les hommes, c'est le sud-africain Chad Ho qui l'emporte.
  - (Football /Coupe du monde) : tirage au sort des Éliminatoires de la Coupe du monde de football 2018.
- 2018 :
  - (Cyclisme sur route /Tour de France) : sur la 17e étape du Tour de France 2018, qui relie Bagnères-de-Luchon à Saint-Lary-Soulan, au Col de Portet (correspondant aussi au Souvenir Henri-Desgrange), sur une distance de 65 kilomètres ce qui en fait l'étape en ligne la plus courte depuis près de 30 ans[1], victoire du Colombien Nairo Quintana. Le Britannique Geraint Thomas conserve le maillot jaune.
- 2021 :
  - (Jeux olympiques d'été /JO de Tokyo) : 5e jour de compétition des Jeux olympiques.
- 2023 :
  - (Cyclisme sur route /Tour de France Femmes) : sur la 3e étape du Tour de France qui se déroule entre Collonges-la-Rouge et Montignac-Lascaux, sur une distance de 147,2 kilomètres[2], victoire de la Néerlandaise Lorena Wiebes et la Belge Lotte Kopecky conserve le maillot jaune.
- 2024 :
  - (Jeux olympiques d'été /JO de Paris) : 2e jour de compétition des Jeux olympiques.

## Naissances

### XIXesiècle
- 1875 :
  - Francis Dessain, footballeur puis entraîneur belge. († 23 août 1951).
- 1884 :
  - Ludowika Jakobsson, patineuse artistique individuelle et de couple germano-finlandaise. Championne olympique en couple aux Jeux d'Anvers 1920 puis médaillée d'argent en couple aux Jeux de Chamonix 1924. Championne du monde de patinage artistique en couple 1911, 1914 et 1923. († 1er novembre 1968).
- 1886 :
  - Hans von Blixen-Finecke, cavalier de dressage suédois. Médaillé de bronze aux Jeux de Stockholm 1912. († 26 septembre 1917).
  - Edward Cummins, golfeur américain. Champion olympique par équipes aux Jeux de Saint-Louis 1904. († 21 novembre 1926).
  - Alexander Steel, footballeur écossais. († ? 1954).

### XXesièclede1901à1950
- 1941 :
  - Nate Thurmond, basketteur américain. († 16 juillet 2016).
- 1946 :
  - Michel Yachvili, joueur de rugby à XV puis entraîneur français. Vainqueur du Grand Chelem 1968). (47 sélections en équipe de France).
- 1947 :
  - Jean-Paul Coche, judoka français. Médaillé de bronze des -80 kg aux Jeux de Munich 1972. Champion d'Europe de judo par équipes 1968 puis champion d'Europe de judo des -80 kg 1972, 1974 et 1976.
- 1949 :
  - Francis Smerecki, footballeur puis entraîneur français. († 7 juin 2018).

### XXesièclede1951à2000
- 1954 :
  - Walter Payton, joueur de foot U.S. américain.
- 1956 :
  - Patrick de Radiguès, pilote de moto puis skipper belge.
- 1957 :
  - Steve Podborski, skieur alpin canadien. Médaillé de bronze de la descente aux Jeux de Lake Placid 1980.
- 1958 :
  - Karl-Heinz Förster, footballeur puis agent de joueurs allemand. Champion d'Europe de football 1980. (81 sélections en équipe nationale).
- 1962 :
  - Carin Bakkum, joueuse de tennis néerlandaise.
- 1964 :
  - Tony Granato, hockeyeur sur glace puis entraîneur américain.
- 1969 :
  - Jon Barry, basketteur américain.
  - Mike Hezemans, pilote de courses automobile néerlandais.
- 1971 :
  - Billy Wagner, joueur de baseball américain.
- 1974 :
  - Gareth Thomas, joueur de rugby à XV gallois. Vainqueur du Grand Chelem 2005 et de la Coupe d'Europe de rugby à XV 2005. 100 sélections en équipe nationale).
- 1975 :
  - Isabelle Blanc, snowboardeuse française. Championne olympique du slalom géant parallèle aux Jeux de Salt Lake City 2002. Championne du monde de snowboard en slalom géant parallèle 1999 et championne du monde de snowboard en slalom parallèle 2003.
  - Ievgueni Nabokov, hockeyeur sur glace russe. Champion du monde de hockey sur glace 2008.
- 1976 :
  - Venio Losert, handballeur croate. Champion olympique aux Jeux d'Atlanta 1996 et aux Jeux d'Athènes 2004 puis médaillé de bronze aux Jeux de Londres 2012. Champion du monde de handball 2003. (211 sélections en équipe nationale).
  - Javier Vázquez, joueur de baseball portoricain.
- 1978 :
  - Sébastien Jasaron, basketteur français.
  - Thomas Sowunmi, footballeur nigério-hongrois. (10 sélections avec l'équipe de Hongrie).
- 1979 :
  - Ali Carter, joueur de snooker anglais.
  - Ariane Hingst, footballeuse allemande. Médaillée de bronze aux Jeux de Sydney 2000, aux Jeux d'Athènes 2004 et aux Jeux de Pékin 2008. Championne du monde de football 2003 et 2007. Championne d'Europe de football 1997, 2001, 2005 et 2009. Victorieuse de la Coupe féminine de l'UEFA 2005. (174 sélections en équipe nationale).
- 1980 :
  - Valérian Sauveplane, tireur à la carabine français. Médaillé d'argent du 50m couché aux Mondiaux de tir 2010.
  - Toni Vilander, pilote de courses automobile finlandais.
- 1984 :
  - Taisir al-Jassim, footballeur saoudien. (133 sélections en équipe nationale).
  - Jean-Eudes Demaret, cycliste sur route, de cyclo-cross et VTTiste français. Champion d'Europe du relais par équipes 2002 et médaillé d'argent du relais par équipes VTT aux Mondiaux de VTT 2002.
  - Loukás Mavrokefalídis, basketteur grec.
- 1985 :
  - Mika Ääritalo, footballeur finlandais.
  - Nelson Angelo Piquet, pilote de F1 et d'endurance brésilien.
  - Guillaume Levarlet, cycliste sur route français.
  - Sandy Scordo, karatéka française. Médaillée d'argent du kata aux Mondiaux de karaté 2012 et 2014. Médaillée de bronze du kata aux Euros de karaté 2009, 2013 et 2014 puis médaillée d'argent du kata aux Euros de karaté 2010, 2011, 2012 et 2016.
  - Michael Wall, hockeyeur sur glace canadien.
- 1986 :
  - Robert Dietrich, hockeyeur sur glace germano-kazakh. († 7 septembre 2011).
  - Hulk, footballeur brésilien. Médaillé d'argent aux Jeux de Londres 2012. Vainqueur de la Ligue Europa 2011. (47 sélections en équipe nationale).
  - Margrét Lára Viðarsdóttir, footballeuse islandaise. (117 sélections en équipe nationale).
- 1988 :
  - Paulinho, footballeur brésilien. Vainqueur de la Copa Libertadores 2012 et de la Ligue des champions de l'AFC 2015. (55 sélections en équipe nationale).
  - John Peers, joueur de tennis australien.
- 1989 :
  - Jérémy Darras, handballeur français.
  - Julieta Lazcano, volleyeuse argentine. (31 sélections en équipe nationale).
  - Bradley Wanamaker, basketteur américain.
- 1990 :
  - Nacer Bouhanni, cycliste sur route français.
  - Alexianne Castel, nageuse française. Championne d'Europe de natation du 200 m dos 2012.
  - Sadik Mikhou, athlète de demi-fond marocain puis bahreïni.
- 1991 :
  - Amanda Kurtovic, handballeuse norvégienne. Championne olympique aux Jeux de Londres 2012 puis médaillée de bronze aux Jeux de Rio 2016. Championne du monde de handball féminin 2011 et 2015. Championne d'Europe de handball féminin 2016. Victorieuse de la Ligue des champions de handball féminin 2011 et de la Coupe d'Europe des vainqueurs de coupe de handball féminin 2014. (118 sélections en équipe nationale).
  - Miyu Nagaoka, volleyeuse japonaise. (131 sélections en équipe nationale).
- 1994 :
  - Anthony Barber, basketteur américain.
  - Bianka Buša, volleyeuse serbe. Médaillé d'argent aux Jeux de Rio 2016 et de bronze aux Jeux de Tokyo 2020. Championne du monde féminin de volley-ball 2018 et 2022. Championne d'Europe féminin de volley-ball 2017 et 2019. (12 sélections en équipe nationale).
  - Ndèye Coumba Diop, taekwondoïste sénégalaise.
  - Andreï Vassilevski, hockeyeur sur glace russe. Champion du monde de hockey sur glace 2014;
- 1995 :
  - María Sákkari, joueuse de tennis grecque.
- 1996 :
  - Filippo Ganna, cycliste sur piste et sur route italien. Champion olympique de la poursuite par équipes aux Jeux de Tokyo 2020. Champion du monde de cyclisme sur piste de la poursuite individuelle 2016, 2018, 2019 et 2020. Champion du monde de cyclisme sur route du contre la montre 2020 et 2021.
- 1999 :
  - Václav Drchal, footballeur tchèque.
  - Aleks Petkov, footballeur bulgare. (10 sélections en équipe nationale).
- 2000 :
  - Nicholas Gioacchini, footballeur américano-italien. (8 sélections avec l'équipe des États-Unis).
  - Mateusz Kochalski, footballeur polonais.
  - Markus Solbakken, footballeur norvégien.(1 sélection en équipe nationale).

### XXIesiècle
- 2001 :
  - Csaba Bukta, footballeur hongrois.
  - Jeanne Frebault, escrimeuse franco-congolaise.
  - Charles Hicks, athlète britannique.
  - Daan Rots, footballeur néerlandais.
  - Bredio Ruiz, coureur cycliste panaméen.
  - Bryce Young, joueur américain de football américain.
- 2002 :
  - Brisa Bruggesser, joueuse de hockey sur gazon argentine.
  - Ezequiel Fernández, footballeur argentin.
  - Peter González, footballeur hispano-dominicain.
  - Tobias Guddal, footballeur norvégien.
  - Adam Hložek, footballeur tchèque. (34 sélections en équipe nationale).
  - Alperen Şengün, joueuse de basket-ball turc.
- 2003 :
  - Alexander Busch, footballeur danois.
  - Mastoura Soudani, lutteuse algérienne.
  - Hiroki Yanagita, athlète japonais. Champion d'Asie du 100 mètres en 2023.
- 2004 :
  - Malak Khafagy, joueuse de squash égyptienne.
- 2007 :
  - Mohamed Radouane, footballeur marocain.

## Décès

### XXesièclede1901à1950
- 1903 :
  - Willie Park, Sr., 70 ans, golfeur écossais. Vainqueur des Open britannique 1860, 1863, 1866 et 1875. (° 30 juin 1833).
- 1945 :
  - Albert Tyler, 73 ans, athlète de sauts américain. Médaillé d'argent de la perche aux Jeux d'Athènes 1896. (° 4 janvier 1872).

### XXesièclede1951à2000
- 1960 :
  - Louis Dedet, 85 ans, joueur de rugby à XV français. (° 6 mars 1875).
- 1961 :
  - Emilio de la Forest de Divonne, 61 ans, dirigeant sportif italien. Président de la Juventus de 1936 à 1941. (° 7 septembre 1899).
- 1962 :
  - Paul Aymé, 92 ans, joueur de tennis français. Vainqueur des tournois de Roland Garros 1897, 1898, 1899 et 1900. (° 29 juillet 1869).
- 1966 :
  - Paul Le Drogo, 61 ans, cycliste sur route puis directeur sportif français. (° 16 février 1905).
- 1971 :
  - René Cotton, 57 ans, pilote de courses automobile français. (° 19 février 1914).
- 1984 :
  - Bryan Hextall, 70 ans, hockeyeur sur glace canadien. (° 31 juillet 1913).
- 1997 :
  - Ben Hogan, 84 ans, golfeur américain. Vainqueur du Tournoi de la PGA 1946 et 1948, des US Open 1948, 1950, 1951 et 1953, des Masters 1951 et 1953, et du British Open 1953. (° 13 août 1912).

### XXIesiècle
- 2009 :
  - Vernon Forrest, 38 ans, boxeur américain. Champion du monde poids welters de boxe à deux reprises et Champion du monde poids super-welters de boxe à deux reprises. (° 12 janvier 1971).
  - Zequinha, 74 ans, footballeur brésilien. Champion du monde de football 1962. (16 sélections en équipe nationale). (° 18 novembre 1934).
- 2011 :
  - Jacques Fatton, 85 ans, footballeur franco-suisse. (53 sélections en équipe de Suisse). (° 19 décembre 1925).
  - Jeret Peterson, 29 ans, skieur acrobatique américain. Médaillé d'argent en sauts aux Jeux de Vancouver 2010. (° 12 décembre 1981).
- 2012 :
  - Marceau Stricanne, 92 ans, footballeur français. (1 sélection en équipe de France). (° 1er janvier 1920).
- 2015 :
  - Paulette Fouillet, 65 ans, judokate française. Championne d'Europe de judo toutes catégories 1974 puis championne d'Europe de judo des - de 66 kg 1975 et 1976. (° 30 juin 1950).